# الرمال الحارقة (فلم)
الرمال الحارقة (بالإنجليزية: Burning Sands) فيلم دراما، أمريكي. إخراج جيرارد ماكموري، وبطولة تريفور جاكسون، ألفري وودوارد، ستيف هاريس، توسن كول، ديرون هورتون، وتريفانتي رودز.
عرض الفيلم لأول مرة في مهرجان سندانس للأفلام في 24 يناير، 2017، وتوفر للعرض حسب الطلب حول العالم على نتفليكس في 10 مارس، 2017.

## الممثلين والشخصيات
- تريفور جاكسون بدور زوريك
- ألفري وودوارد بدور البروفيسور هيوز
- ستيف هاريس بدوردين ريتشاردسون
- توسن كول بدور فرانك

## الإصدار
عرض الفيلم لأول مرة في مهرجان سندانس للأفلام في 24 يناير، 2017، وتوفر للعرض حسب الطلب حول العالم على نتفليكس في 10 مارس، 2017.

## وصلات خارجية
- الموقع الرسمي
- مقالات تستعمل روابط فنية بلا صلة مع ويكي بيانات